# 叶卡捷琳娜·福尔采娃
叶卡捷琳娜·阿列克谢耶夫娜·福尔采娃，（俄語：Екатерина Алексеевна Фурцева，1910年12月7日—1974年10月24日），女，苏联党和国家领导人。曾任联共（布）莫斯科市伏龙芝区委第一书记；苏共莫斯科州委第一书记；苏共中央中央书记处书记；苏联文化部长等职务。她主宰苏联文艺界长达14年。

## 生平
- 1910年11月24日（格里历：12月7日）生于特维尔省上沃洛乔克市的一个工人家庭。父亲在一战中牺牲，由母亲独自抚养长大。母亲在当地一家纺织厂工作。1924年加入共青团。
- 1928年-1930年，上沃洛乔克纺织厂工人。1930年加入联共（布）。
- 1930年-1931年，共青团中央库尔斯克州克列涅夫斯克区委执行书记。
- 1931年-1932年，共青团克里米亚苏维埃社会主义自治共和国费奥多西亚市委执行书记。
- 1932年-1933年，共青团克里米亚州委组织部长。
- 1933年-1935年，列宁格勒民航高级学术学校学习。
- 1935年-1936年，共青团萨拉托夫航空技术学校政治部主任助理。
- 1936年-1937年，共青团中央青年大学生部督导员。
- 1937年-1941年，莫斯科罗蒙诺索夫精细化工学院（现俄罗斯科技大学）学习。
- 1941年，联共（布）莫斯科罗蒙诺索夫精细化工学院党委书记。期间参加莫斯科保卫战，参与了莫斯科市党政机关、科研院所和博物馆的疏散转移工作。
- 1941年-1942年，联共（布）古比雪夫州莫洛托夫区委督导员。
- 1942年-1945年，联共（布）莫斯科市伏龙芝区委书记。
- 1945年-1948年，联共（布）莫斯科市伏龙芝区委第二书记。1948年毕业于联共（布）中央高级党校。
- 1948年-1950年，联共（布）莫斯科市伏龙芝区委第一书记。
- 1950年1月-1954年3月，联共（布）莫斯科市委第二书记，负责科教、文化和意识形态工作。
- 1954年3月-1957年12月，苏共莫斯科市委第一书记，9月随赫鲁晓夫访华[2]。
- 1956年2月-1960年5月，苏共中央书记处书记。她在苏共二十大上支持赫鲁晓夫发表的秘密报告。
- 1960年5月-1974年10月，苏联文化部长。
- 1974年10月24日于莫斯科逝世，享年63岁。葬于新圣女公墓。

福尔采娃是苏共19-24大代表；第19届中央候补委员，第20-24届中央委员，第20届中央主席团（政治局）候补委员，委员，第21届中央主席团委员；第3-5、7-8届苏联最高苏维埃联盟院代表，第4-5届俄罗斯苏维埃联邦社会主义共和国最高苏维埃代表。

## 荣誉
- 四次列宁勋章
- 劳动红旗勋章
- 荣誉勋章
- 1941-1945年伟大卫国战争中忘我劳动奖章
- 纪念列宁诞辰一百周年奖章